# Libnotes zelota
Libnotes zelota är en tvåvingeart som först beskrevs av Alexander 1933.  Libnotes zelota ingår i släktet Libnotes och familjen småharkrankar. Inga underarter finns listade i Catalogue of Life.